# Té con leche al estilo de Hong Kong
El té con leche al estilo de Hong Kong, llamado a menudo té con leche dai pai dong, es una bebida originaria de Hong Kong consistente en té negro endulzado con leche evaporada (no condensada), que suele tomarse en el almuerzo. Aunque procede de Hong Kong, se encuentra también con frecuencia en restaurantes de que sirven comida de estilo hongkonés y occidental de Hong Kong. En Malasia se denomina teh see.

## Origen
El té con leche hongkonés procede de la época colonial británica. La costumbre de tomar el té, concretamente té negro con leche y azúcar, se popularizó en Hong Kong. El té con leche hongkonés es parecido, salvo por el uso de la leche evaporada en lugar de leche normal. Se le llama así para distinguirlo del té chino (茶, cha), que se sirve solo.

## Preparación
El té con leche al estilo de Hong Kong se hace con una mezcla de varios tipos de té negro (cuya proporción suele ser secreta en el caso de fabricantes de té famosos), leche evaporada y azúcar, añadiendo esta el cliente a su gusto cuando se pide para llevar. El uso de leche condensada en lugar de leche evaporada y azúcar da al té una textura más rica, y algunos locales de Hong Kong espesan la bebida aún más removiendo en ella un huevo crudo en el momento de servirla (cuando el té no está tan caliente como para cuajarlo).
Para hacer el té se lleva a ebullición el agua con el té (de 1 a 3 cucharadas por taza, según como se desee de fuerte), dejándose macerar unos 3–6 minutos. El té suele ponerse en una bolsa de tela antes de añadir el agua a la olla para filtrarlo, o si no se tiene una disponible se cuela. Mucha gente también retira la olla del fuego cuando tras hervir unos 3 minutos, haciéndolo hervir luego de nuevo. Este proceso puede repetirse varias veces para lograr un té más fuerte.
El rasgo clave del té con leche hongkonés es el empleo de una bolsa de tela para filtrar las hojas, aunque también puede usarse otro tipo de filtro o colador. Las bolsas de tela no son imprescindibles pero sí preferibles. A la bolsa se atribuye el lograr un té más suave, que desarrolla gradualmente un intenso color marrón como resultado la prolongada maceración. Esto, junto a la forma del filtro, que recuerda a una media, da al té el apodo de té con leche de media (en chino, 絲襪奶茶), que se usa en Hong Kong pero no tanto en la China continental y en los barrios chinos extranjeros.
Existe debate sobre la forma auténtica de hacer el té con leche, es decir, el orden en el que se añade cada ingrediente. Alguna gente argumenta que la leche debe ponerse antes de verter el té, mientras otros dicen lo contrario. La mayoría de la gente considera ambas formas auténticas. Sin embargo, en el pasado el té con leche solía hacerse añadiendo el té a la leche. Se dice que las tazas podían romperse si primero se vertía el té, que podía estar a 80–90 °C. También se dice que la leche se esteriliza cuando se le añade el té hirviendo.

## Cultura culinaria
El té con leche es una parte de la vida diaria de muchos hongkoneses, sirviéndose típicamente como parte del almuerzo, pero también para desayunar o cenar. Juega casi el mismo papel omnipresente que el café en Occidente. Aunque no se ofrece en los restaurantes cantoneses más tradicionales ni en los salones de té dim sum, es una bebida estándar en los restaurantes de estilo occidental hongkonés y los cha chaan tengs, así como en los históricos dai pai dongs. Suele servirse en una taza de cerámica (llamada a menudo ‘taza de café’, 咖啡杯) en vasos de plástico altos y cilíndricos.
En cambio, algunos residentes y turistas occidentales no tienen al té con leche en gran estima. La edición de 2006 de la Rough Guide to Hong Kong and Macau compara desfavorablemente el té con leche local con el «correcto» té inglés servidos en hoteles y cafeterías occidentales más formales como The Peninsula, aludiendo a diferentes preferencias culturales. En la guía Lonely Planet World Food Hong Kong se recomiendan y el high tea en hoteles, sin mencionarse el té con leche.

## Variedades
Actualmente suele prepararse té con leche helado añadiendo cubitos de hielo. Sin embargo, antiguamente, cuando las máquinas para producir cubitos no eran populares, se elaboraba poniendo el té con leche caliente en una botella de cristal que se enfriaba en un frigorífico. A veces el té se vertía en botellas de Vitasoy o Coca-Cola, y se vendía en ellas. Actualmente esta tipo de té con leche «embotellado» es raro en Hong Kong. El té con leche helado en lata o botella de plástico puede adquirirse en muchas tiendas de conveniencia de Hong Kong, como 7-Eleven y Circle K Sunkus.
En el caso del té con leche helado con cubitos de hielo, el agua de estos diluye la bebida al derretirse, afectando a su sabor. Por eso mucha gente prefiere la forma antigua de elaborarlo. Actualmente algunos cha chaan tengs sirven té con leche helado sin hielo, enfriándolo en un refrigerador. Otra forma es poner la taza o botella en un baño de agua fría (冰鎮奶茶). Esto se publicita a menudo para atraer a los clientes.
El cha chow (en chino, 茶走) es té con leche preparado con leche condensada en lugar de leche evaporada y azúcar. Su sabor, como es de esperar, es más dulce que el del té con leche normal.
La combinación de té con leche y café se llama yuanyang (鴛鴦).